# 29402 Obelix
29402 Obelix (1996 TT9) là một tiểu hành tinh vành đai chính được phát hiện ngày 14 tháng 10 năm 1996 bởi M. Tichy và Z. Moravec ở Klet.